# Седам сати и петнаест минута
„Седам сати и петнаест минута” је југословенски ТВ филм из 1966. године. Режирао га је Марио Фанели а сценарио је написао Иво Штивичић

## Улоге
| Глумац         | Улога    |
| -------------- | -------- |
| Јован Личина   | Божо     |
| Миа Оремовић   | Мајка    |
| Раде Шербеџија | Томица   |
| Иво Фици       | Мартин   |
| Драго Митровић | Топлак   |
| Саша Биндер    | Секретар |
| Владо Ковачић  | Гинтер   |
| Жељка Марковић | Весна    |